# Bougonska nekropola
Bougonska nekropola ali Bugonski tumulus (francosko: Tumulus de Bougon, Nécropole de Bougon) je skupina petih neolitskih tumulusov v Bougonu blizu La-Mothe-Saint-Héraya, med Exoudonom in Pamprouxom v Novi Akvitaniji, Francija. Njihovo odkritje leta 1840 je vzbudilo veliko znanstveno zanimanje. Za zaščito spomenikov je mesto leta 1873 pridobilo departma Deux-Sèvres. Izkopavanja so se nadaljevala v poznih 1960-ih. Najstarejše zgradbe tega prazgodovinskega spomenika segajo v leto 4800 pr. n. št.

## Arheološko najdišče
Najdišče je na apnenčasti planoti znotraj zanke reke Bougon. Območje je bilo včasih znano kot Les Chirons.

### Tumulus A
Stopničasta gomila, postavljena v začetku 4. tisočletja pred našim štetjem, ima premer 42 m in največjo višino 5 m. Njena velika pravokotna komora (7,8 x 5 m, 2,25 m visoka) leži južno od središča. Povezuje jo necentralno postavljen prehod. Obstajajo dokazi, da so prehod uporabljali še v 3. tisočletju pr. n. št. V stenah komore so umetno oblikovani ortostati, vrzeli so bile zapolnjene s suhozidom. Komora je pokrita z zaključnim kamnom, ki tehta 90 ton. Podprta je z dvema monolitnima stebroma, ki služita tudi za razdelitev komore.
Med izkopavanjem leta 1840 je bilo odkritih okoli 200 okostij v treh plasteh, ločenih s kamnitimi ploščami. Nejasna poročila o tem zgodnjem izkopavanju preprečujejo podrobno kronološko analizo. Spremljajoče najdbe so vključevale keramiko z ravnim in okroglim dnom, kroglice, preluknjane zobe, verige školjk in kamnita orodja, vključno z dioritnim kijem. Novejša izkopavanja so pokazala, da je bil grob opuščen kmalu po izgradnji. Prehod je bil zasut z veliko kamnito ploščo. Na njenem dnu je ležala lobanja moškega, ki je v svojem življenju prestal tri trepanacije. Lončenina je bila najdena tudi pred pročeljem spomenika, kar kaže na to, da so se kultne dejavnosti, vključno z odlaganjem lončenine, odvijale po zaprtju. Približno 1000 let pozneje so ljudje druge kulture, ki so prišli do prehoda od zgoraj, ponovno uporabili spomenik za več pokopov.

### Tumulus B
Tumulus B je dolga gomila, dolga 36 m in široka 8 m. Ima štiri prekate. Dve izmed njih sta zelo majhni cisti, brez dostopnega prehoda. Zahodni del gomile ima dve večji pravokotni komori, vsaka dostopna po prehodu z južne strani.

#### Komora B1
Komora B1 je majhna kvadratna konstrukcija, zgrajena iz monolitnih plošč. Takšne konstrukcije so znane kot dolmen angoumoisin. 2,2 m dolg prehod vodi v komoro 2 krat 1,5 m, zgrajeno preprosto iz štirih stenskih plošč. Ena od njih ima na boku izrezljano kljuko. Peta plošča pokriva komoro. V njej so našli malo arheološkega materiala, verjetno zato, ker so jo očistili in ponovno uporabili v 3. tisočletju pr. n. št.

#### Komora B2
Izkopavanja tukaj so razkrila značilno ravnanje s človeškimi ostanki. Najdenih je bilo približno deset lobanjskih kap, postavljenih na glavo v dveh vrstah. Povezane so bile z več dolgimi kostmi.

#### Cisti
Ciste v vzhodnem delu gomile so odkrili leta 1978. Postavljene v središče gomile so bile zgrajene iz drobnih kamnov. Obe sta bili prazni, vendar ju je mogoče povezati z velikim kupom črepinj poznoneolitske keramike, najdene v bližini.

### Tumulus C
Ta okrogla zemeljska gomila s premerom 57 m in višino 5 m je kompleksna struktura. Končno obliko je dosegla skozi več faz. Gomila pokriva dva zgodnejša spomenika:
- pravokotno ploščad in
- manjša okrogla gomila.

#### Zgodnja gomila
Zgodnja gomila je imela premer 24 m in višino 4 m. Vsebovala je majhno dvorano zunaj središča (2 krat 1,45 m), dostopno po prehodu z zahodne strani. Šest plošč je tvorilo njeno tla. Vsebovala je štiri okostja (vključno s staro žensko), lončenino in kremenova orodja.

#### Ploščad
Na vzhodni strani prejšnje gomile je bila velika ploščad, velika 20 m x 40 m (verjetno ekskarnacijska ploščad). Pred vsako od treh strani njenega visokega fasadnega zidu so našli dvojni pokop odraslega in otroka.

### Structure D
35 m dolg in 2 m visok suhozid deli kompleks Bougon na dve coni, ki ločujeta Tumulus E in F od ostalega mesta. Več najdb, vključno s kosom lesa, je dokazalo neolitski datum tega elementa, ki mu ni para med megalitskimi spomeniki v Franciji.

### Tumulus E
Ta dvojno stopničasta gomila, dolga 22 m in široka 10 m, ima dve komori, dostopni po skoraj osrednjih prehodih z vzhodne strani. Prvotno sta bili komori v ločenih okroglih gomilah.

#### Komora E1
Južna komora ima premer 3 m in ima krožno strukturo, podobno tolosu. Njena temeljna raven je zgrajena iz 11 blokov, postavljenih v temeljni jarek. Konstrukcija spominja na komoro tumula v Bazoges-en-Pareds (Vendée). Izkopavanja so odkrila pet ali šest okostij, skupaj z lončenino, koščenimi in kamnitimi orodji, datiranimi med 4000 in 3500 pr. n. št., zaradi česar je ena najstarejših dolmenskih struktur v osrednji Franciji.

#### Komora E2
E2, v severnem delu E, je skoraj kvadratna, z eno stranjo v obliki apside. Domneva se, da je bila spremenjen okoli leta 2500 pr. n. št., dolgo po tem, ko je bila postavljena. Materiali iz komore so vključevali konice puščic, nože in strgala. Prisotna je bila tudi groba keramika z okroglim dnom.

### Tumulus F
Ta trapezasta dolga gomila, dolga 72 m in široka od 12 do 16 m, je največji spomenik kompleksa Bougon. Njen zahodni del je naletel na jamo, ki je bila zasuta že od prazgodovine. Jama je bila vir materiala, iz katerega je bila zgrajena gomila (prvotno visoka 3 m). Nasip vsebuje dve komori (F0 in F2), po eno na vsakem koncu. Med njimi je sedem različnih brezkomornih struktur (F1).
F0
Ta spomenik je bil zgrajen v prvi polovici 5. tisočletja pred našim štetjem in ponovno uporabljen v 3. tisočletju pred našim štetjem. Je eden najstarejših primerov monumentalne arhitekture v celinski Franciji. Izkopavanja leta 1977 so razkrila strmo polkroglo gomilo s krožno strukturo premera 2,5 m. Leži znotraj trojne koncentrične suhozidne fasade in je pokrita s konzolnim obokom. Arhitektura je podobna kompleksu Er-Mané pri Carnacu v Bretanji. Grobnica, ki izvira iz približno leta 4700 pr. n. št., je vsebovala neartikulirane ostanke približno desetih posameznikov, od tega polovico otrok. Plast rdeče gline je bila položena na naravno raven tal. Predmetov je bilo malo, predvsem dva lonca, šest koščenih dlet in nekaj kremenovega orodja. Ležali so ob kosteh na dveh kamnih, visokih okoli 30 cm, ki sta štrlela iz stene. Slednja uporaba je bila prav tako povezana s to strukturo.
F1
Območje, znano kot F1, ne vsebuje grobnice. Sestavljeno je iz niza struktur, od katerih so nekatere pravokotne, ki so služile za stabilizacijo spomenika. Stene, ki ju ločujejo, segajo do nivoja tal, na katerem je bila zgrajena grobnica. V zemlji gomile so bili ostanki moškega, ženske in otroka.
F2
Ta komora, datirana v zgodnje 4. tisočletje pr. n. št., je na severnem koncu spomenika F. Ponovno je bila uporabljena tudi v 3. tisočletju pr. n. št. Komora, velika približno 5 m krat 2 m, je pokrita z 32-tonsko ploščo, izdelano iz vrste kamna, ki je na voljo v bližini Exodouna, 4 km stran. Redke najdbe iz komore so odlomki lončenine, nekaj nenavadnega nakita (perle) in orodja iz kremena.

### Sinopsis
1000-letni razvoj arhitekture v Bougonu lahko razdelimo v tri faze:
1. okrogle ali ovalne gomile z obokanimi komorami
2. podolgovate gomile z majhnimi pravokotnimi megalitskimi komorami
3. velike pravokotne megalitske komore

## Muzej
Muzej Bougon, odprt leta 1993, je sodobna zgradba, ki vključuje starodavno kmečko hišo. Razstava se osredotoča na prazgodovino nasploh in posebej na neolitik. Vključuje izkopano gradivo z najdišča, pa tudi replike sobe v neolitskem naselju Çatalhöyük (Turčija) in nagrobne umetnosti na prehodu iz Gavrinisa (Bretanja). Muzej ima tudi zunanji prostor s prikazi eksperimentalne arheologije, vključno z rekonstrukcijami, ki zadevajo prazgodovinske metode za transport in gradnjo megalitskih spomenikov.